# МАЗ-6422
МАЗ-6422 — білоруський сідловий тягач з колісною формулою 6х4, що випускається на Мінському автомобільному заводі з 1981 року. 
Кабіна-двомісна, підресорена, з двома спальними місцями, що відкидається вперед за допомогою гідроциліндра з ручним приводом гідронасосу, обладнана місцями кріплення ременів безпеки. Сидіння водія — підресорене, регульоване по вазі водія, довжині, висоті, нахилу подушки і спинки.
В середині 2000-х рр. у автомобілів сімейств МАЗ-5432 (4x2) і МАЗ-6422 (6x4), які є лідерами за обсягом виробництва, ведучі мости оснастили блокуванням міжколісного диференціала, а нова передня вісь тепер витримує навантаження до 7 т і забезпечує кут повороту керованих коліс до 45°.

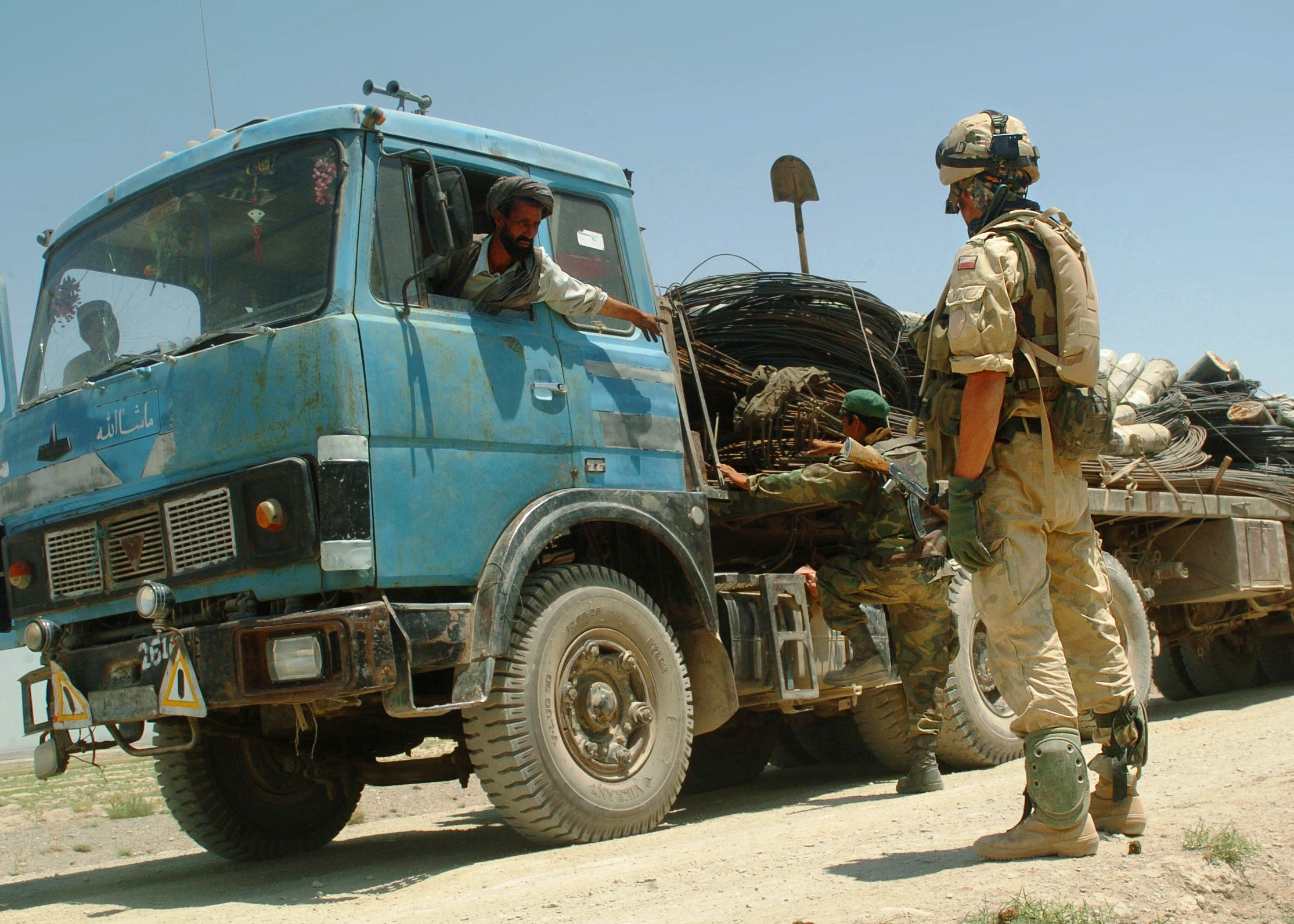
МАЗ

## Модифікації
- МАЗ-6422 — базова модель, оснащувалась дизелем ЯМЗ-238Ф потужністю 320 к.с., виготовлялась з 1981 по 1985 рр.
- МАЗ-64221 — модифікація з двигуном ЯМЗ-8421 потужністю 360 к.с., виготовлялась з 1989 р.[2]
- МАЗ-64224 — модифікація з двигуном ЯМЗ-8424 потужністю 425 к.с., виготовлялась з 1989 р.
- МАЗ-64227 — модернізована версія МАЗ-6422, оснащувалась восьмициліндровим дизелем ЯМЗ-238Ф і зміненим оформленням передньої частини, виготовлялась з 1985 по 1988 рр.
- МАЗ-64229 — модернізована версія МАЗ-64227, оснащувалась восьмициліндровим дизелем ЯМЗ-238Д потужністю 330 к.с., виготовлялась з 1987 р.
- МАЗ-64226 — модифікація з двигуном MAN 360 к.с. і 16-ти ст. КПП.